# Araneibatrus callissimus
Araneibatrus callissimus is een keversoort uit de familie van de kortschildkevers (Staphylinidae). De wetenschappelijke naam van de soort werd voor het eerst geldig gepubliceerd in 1991 door Nomura en Wang als Batrisodellus callissimus.